# No Game No Life
No Game No Life (ノーゲーム・ノーライフ Nōgēmu Nōraifu) là một series light novel được viết và minh họa bởi Kamiya Yū (tên thật là Thiago Furukawa Lucas, một người Brasil gốc Nhật). Cho đến tháng 3 năm 2023, 12 cuốn đã được phát hành bởi Media Factory - MF Bunko J. Một manga chuyển thể được thực hiện bởi Mashiro Hiiragi bắt đầu được in trên tạp chí Media Factory seinen manga Monthly Comic Alive từ 27 tháng 1 năm 2013. Bản chuyển thể anime cũng đã được công chiếu bởi Madhouse vào ngày 9 tháng 4 năm 2014.
Phim được công chiếu lần đầu trên AT-X từ tháng 4 đến tháng 7 năm 2014 và được Crunchyroll phát sóng bên ngoài Nhật Bản. Một bộ phim anime chuyển thể từ tập thứ sáu, No Game, No Life Zero, được công chiếu vào ngày 15 tháng 7 năm 2017. Một manga phụ, No Game No Life, Please!, tập trung vào nhân vật Izuna, chạy từ ngày 27 tháng 5 năm 2015 đến ngày 27 tháng 11 năm 2017. Thương hiệu No Game No Life đã được một số công ty bản địa hóa ở Bắc Mỹ: Seven Seas Entertainment đã cấp phép cho manga, Sentai Filmworks anime và Yen Press loạt light novel.
Bộ phim kể về Sora và em gái kế của anh là Shira, hai hikikomori tạo nên danh tính của Blank, một nhóm game thủ bất bại. Một ngày nọ, họ bị thần trò chơi thách đấu cờ vua và giành chiến thắng. Kết quả là vị thần triệu tập họ đến Disboard, một thế giới nơi trộm cắp, chiến tranh và giết chóc bị cấm và mọi vấn đề đều được quyết định thông qua trò chơi, bao gồm biên giới quốc gia và thậm chí cả mạng sống của người dân. Với ý định duy trì danh tiếng là những game thủ bất bại, Sora và Hiro lên kế hoạch chinh phục mười sáu chủng tộc thống trị và chiếm đoạt vị thần trò chơi.
Series bắt đầu được công nhận vào năm 2014, khi xuất hiện trong Kono Light Novel ga Sugoi! và có tập của nó được xếp vào một trong ba mươi tiểu thuyết bán chạy nhất ở Nhật Bản. Có báo cáo vào tháng 5 năm 2017 rằng hơn 3 triệu bản in đang được lưu hành. Bản địa hóa tiếng Anh của manga và anime cũng được đón nhận nồng nhiệt: bản chuyển thể manga xuất hiện trên The New York Times Manga Best Sellers; trong khi đó, các nhà phê bình người Anh thường quay lưng với tập đầu tiên của anime, mặc dù những người đánh giá đã hoàn thành sê-ri thường khen ngợi động lực của nhân vật, chiến lược trò chơi và hoạt hình, đồng thời không thích fan service có nhân vật trẻ vị thành niên Shiro.

## Cốt truyện
Hai anh em Sora (空) và Shiro (白) đã cùng nhau trở thành huyền thoại game thủ với thành tích quán quân trong tất cả bảng xếp hạng game dưới cái tên『     』- Blank (Kūhaku (空白 (Không Bạch) n.đ.: khoảng trắng). Bước ra khỏi thế giới ảo, họ là NEET chính hiệu, không việc làm, không ăn học, cách ly và sợ tiếp xúc với bên ngoài, luôn nghĩ mình sinh nhầm thế giới. Một ngày nọ, có một tên kì lạ tự cho mình là thần có tên Tet đã hỏi 1 câu hỏi kỳ lạ "Hai người muốn vào 1 thế giới chỉ định đoạt bằng game?? Nếu nó thực sự tồn tại??" và hai anh em được đưa tới một thế giới khác được gọi là Disboard - một nơi mà mọi thứ đều được quyết định bởi những trò chơi, từ các dụng cụ, tiền tệ, quốc gia, thậm chí là cả mạng sống đều quyết định qua game. Khi tới đây, 2 anh em đã tự đặt ra mục tiêu của họ chỉ là: đánh bại 16 tộc - đoạt lấy quân cờ chủng tộc (là thứ cốt lõi của một quốc gia nơi đây) để thách đấu với Tet một lần nữa. Tính đến tập thứ sáu, năm trong số mười sáu chủng tộc nằm dưới sự kiểm soát của họ.
Trong trò chơi, việc thực thi quy tắc chỉ xảy ra khi phương thức gian lận được đối thủ thừa nhận và loại bỏ, cho phép người chơi gian lận bằng các phương pháp kín đáo. Sora và Hiro đi đến Elkia, quốc gia có con người sinh sống và kết bạn với nữ công tước Stephanie Dola. Biết được sự suy tàn của Elkia, cả hai tham gia một giải đấu để xác định người thống trị tiếp theo; sau khi giành được vương miện, họ có quyền thách thức các loài khác của Disboard với tư cách là đại diện của nhân loại.

## Xuất bản và quan niệm
No Game No Life là một bộ light novel được viết và minh họa bởi Yuu Kamiya. Nó được xuất bản dưới dấu ấn MF Bunko J; mười hai tập đã được Media Factory xuất bản từ ngày 25 tháng 4 năm 2012 đến ngày 25 tháng 2 năm 2023. Vào tháng 8 năm 2014, Yen Press thông báo No Game No Life sẽ là một trong những tựa sách được xuất bản dưới nhãn hiệu mới ra mắt của hãng, Yen On vào năm 2015. Các bản địa hóa không phải tiếng Anh bao gồm Brazil, Đài Loan và Nga. Việc phân phối ở Trung Quốc bị cấm do chính phủ coi bộ truyện là mối đe dọa đối với chủ nghĩa cộng sản, trong khi Ủy ban Phân loại Úc cấm bán hoặc nhập khẩu các tập 1, 2 và 9 ở Úc vì chứa nội dung "có khả năng gây xúc phạm cho người lớn hợp lý".
No Game No Life được hình thành trong quá trình xuất bản A Dark Rabbit Has Seven Lives. Ý tưởng ban đầu của Kamiya là bối cảnh giả tưởng với những trận chiến; vì anh không thích vẽ tranh nên anh ấy đã thay thế nó bằng trò chơi. Anh đã có ý định biến ý tưởng này thành một bộ truyện tranh dài tập, nhưng một căn bệnh không rõ nguyên nhân khiến anh không đủ khả năng để giải quyết khối lượng công việc. Trong khi nhập viện để điều trị, anh đã tưởng tượng ý tưởng của mình sẽ hoạt động như một cuốn light novel như thế nào và thay vào đó quyết định sử dụng phương tiện đó. Kamiya bắt đầu viết tập đầu tiên và được khuyên nên chia nó thành ba phần do độ dài của nó. Khi đang viết tập thứ hai, Kamiya chuyển đến quê hương của anh, Brazil, để tiếp tục điều trị căn bệnh của mình; Để kịp thời hạn xuất bản cuốn sách, vợ anh đã vẽ một số hình ảnh minh họa trong cuốn tiểu thuyết.
Sau tập thứ ba, một biên tập viên mới đã được chỉ định cho sê-ri. Kamiya lưu ý rằng tập thứ ba có nhiều diễn biến cốt truyện và sẽ cân bằng nó trong tập thứ tư với nhiều sự kiện vui vẻ và thoải mái hơn. Tập bốn và năm được viết thành một tập duy nhất; vì tập bốn thiếu một cái kết cao trào nên Kamiya phải cấu trúc lại câu chuyện. Điều này, cùng với các vấn đề liên lạc với biên tập viên mới của anh ấy, và các vấn đề khác trong cuộc sống của Kamiya đã khiến việc phát hành tập bốn bị trì hoãn một tháng. Sau khi hoàn thành tập năm, Kamiya được yêu cầu nộp bản thảo tập sáu trước năm 2014 để chuyển thể anime và hoàn thành tập này trước khi anime ra mắt.

## Nhân vật

### • Nhân vật chính
Sora (空) và Shiro (白)
Sora và Shiro là nhân vật chính của sê-ri và là anh em kế. Trong khi Sora là một thanh niên mười tám tuổi xuất sắc về chiến lược và khả năng đọc hiểu thì Shiro là một cô bé mười một tuổi xuất sắc về tính toán và logic. Cả hai tạo thành danh tính trò chơi bất bại Blank (空白, Kūhaku, cách điệu là『    』) do thương hiệu của họ là chỉ sử dụng dấu cách làm tên trong trò chơi. Sau khi cha mẹ qua đời, cả hai không còn ràng buộc tình cảm với xã hội nữa và cuối cùng trở thành những hikikomori sợ nơi khoảng trống. Khi hai người xa nhau, họ bắt đầu phải chịu đựng những cơn hoảng loạn. Sau khi Sora và Shiro được triệu hồi tới Disboard, họ quyết định giữ vững danh tiếng bất bại của mình với tư cách là Blank bằng cách đánh bại Tet. Một cuộc thăm dò năm 2014 của Charapedia đã xếp hạng Shiro và Sora là hai trong số những nhân vật anime thông minh nhất mọi thời đại.
Sora (空)Lồng tiếng bởi: Matsuoka Yoshitsugu
Anh trai của Shiro, 18 tuổi. Giỏi về tính toán bước đi, động thái tiếp theo của đối thủ cũng như hay tinh mắt phát hiện được những trò gian lận của đối phương. 
Shiro (白)Lồng tiếng bởi: Kayano Ai
Em gái của Sora tên là Shiro, 11 tuổi, giỏi về tính toán, chơi cờ vua, ngoài ra cô còn là một FPS giỏi nhất thế giới. Shiro rất giỏi suy luận logic để giải quyết các vấn đề. Cô cũng hiếm khi biểu hiện cảm xúc ở trên khuôn mặt. Mặc dù rất trí tuệ, cô ta luôn nói những câu rất ngắn.
Sora và Shiro luôn chơi kết hợp cùng nhau với cái tên "Kuuhaku" trong các trò chơi và trở nên bất khả chiến bại. Hai người họ cũng phải luôn bên nhau ở một khoảng cách nhất định, nếu không cả hai đều bị sợ hãi.

### Nhân vật phụ (Đồng minh của Sora và Shiro)
- Chủng tộc Immanity (con người)

Stephanie Dora (ステファニー・ドーラ Sutefanī Dōra)Lồng tiếng bởi: Hikasa Yoko - Stephanie hay còn gọi là Steph, là một cô gái tuổi teen và là cháu gái của quốc vương tiền nhiệm của vương quốc Elkia, quốc gia có con người sinh sống. Cô có rất nhiều kiến thức rõ ràng nhưng lại thiếu trực giác để giành chiến thắng trong các trò chơi. Ông nội của cô nổi tiếng với việc liên tiếp thua trong các trò chơi và đất đai của Elkia bị đoạt mất do cá cược. Kết quả là, Stephanie cố gắng khôi phục danh dự của ông nội và nhân loại. Khi Sora và Shiro đăng quang, cô trở thành trợ lý của họ và giải quyết vấn đề kinh tế và chính trị của Elkia. Họ phát hiện ra ông nội của cô đã lưu trữ những thông tin ẩn về các loài chủng tộc khác mà ông kiếm được qua vô số lần thua cuộc và nó trở thành thứ giúp họ chiến thắng; kinh nghiệm của cô với Sora và Shiro cải thiện kỹ năng của mình đến mức cô có thể chiến thắng người bình thường. Cô có một vai trò quan trọng trong trò chơi giữa Liên minh chung Elkia và Holou, đồng hành cùng Sora và Hiro trong toàn bộ trò chơi và mạo hiểm mạng sống của mình cùng họ, thậm chí thông qua minigame với Jibril.
Kurami Zell (クラミー・ツェル Kuramī Tseru) và Fiel Nivalen (フィール・ニルヴァレン, Fīru Niruvaren)Lồng tiếng bởi: Iguchi Yuka (Chlammy), Noto Mamiko (Fiel) - Chlammy hay Kurami là một cô gái mười tám tuổi và được coi là nô lệ của Elf, Fil. Chlammy có vẻ ngoài lạnh lùng và xảo quyệt nhưng thực chất cô ấy lại là một đứa trẻ hay khóc nhè. Mặc dù gia đình của Kurami là nô lệ của gia đình Nilvalen trong nhiều thế hệ, nhưng mối quan hệ của cô với Fil cũng giống như con gái và mẹ. Trong khi đó, Fiel là một Elf luôn giúp Kurami gian lận bằng phép thuật của cô. Fiel sẵn sàng phản bội Elven Garde, quốc gia của mình - Elf, vì lợi ích của Kurami; cả hai âm mưu để Fiel có được một vị trí quyền lực chính trị để xóa bỏ chế độ nô lệ. Sora thuyết phục Kurami trở thành đồng minh của mình bằng cách chia sẻ những kỷ niệm của anh với cô ấy. Chlammy cố gắng giành quyền kiểm soát quốc gia loài người Elkia như một phần của kế hoạch này, mặc dù mặc dù sử dụng phép thuật của Elf để lừa đảo nhưng Sora và Shiro vẫn đánh bại cô để tự mình chiếm lấy ngai vàng.
- Chủng tộc Flügel

#### Jibril(ジ ブ リ ー ル,Jiburīru)
Lồng tiếng bởi: Yukari Tamura
Jibril là Flugel cuối cùng và mạnh mẽ nhất được tạo ra bởi Old Deus Artosh và phục vụ dưới quyền của ông cho đến khi chết. Trong chiến tranh của các vị thần, cô đã phá hủy thủ đô của Elven Garde bằng một câu thần chú, gọi là "Heaven's Strike", kết quả là Jibril không thể sử dụng phép thuật trong 5 năm. Sau đó Jibril lấy trộm tất cả các cuốn sách trong Elven Garde mặc dù Elves đã cố gắng ngăn chặn điều này. Do mất rất nhiều sách, Elves đã mất một lượng ma thuật đáng kể, và theo như, mất hơn 800 năm để lấy lại được tất cả năng lực bị mất. Cô xuất hiện với hình ảnh của mái tóc màu tím hồng dài đến tận đầu gối và hai cánh màu trắng nhô ra ở bên hông. Kể từ đó, không hài lòng với sự trì trệ của Flügel và tò mò về nhiều thứ (chẳng hạn như những diễn biến kỳ lạ vào cuối Chiến tranh), cô trốn khỏi quê hương; cô đã giành được thư viện của Elkia từ ông nội của Stephanie và sử dụng nó để lưu trữ sách của mình cũng như làm nhà. Sau khi thua Sora và Shira trong trò chơi nối chữ shiritori, cô trở thành nô lệ của họ nhưng được đối xử bình đẳng. Cô ấy thường cung cấp phép thuật hoặc phương tiện di chuyển cho họ.
- Chủng tộc Warbeast (chiến thú)

Warbeast là kemonomimi có khả năng thể chất cao; quốc gia của họ được gọi là Liên Hiệp Đông Bộ. Họ được cai trị bởi một kẻ vô danh "Miko-sama" một người phụ nữ cáo bí ẩn đã giúp Liên Hiệp Đông Bộ phát triển mạnh mẽ trong năm mươi năm qua. Cô sở hữu một khả năng hiếm có tên Huyết Diệt, giúp cơ thể và giác quan tăng cường khả năng đáng kinh ngạc. Cô liên minh với Sora và Shiro sau khi thua một trò chơi do chính Sora đưa ra, những người hứa hẹn mang lại lợi ích cho nhân loại và chiến thú.
Vu nữ (巫女, Miko)
Lồng tiếng bởi: Naomi Shindo
Miko-sama là đại diện vô danh của Warbeast và là người cai trị Liên Hiệp Đông Bộ. Cô là một người phụ nữ logic, người đã giúp Liên Hiệp Đông bộ phát triển trong 50 năm qua. Cô sở hữu một khả năng hiếm có tên là Huyết Diệt, giúp tăng cường khả năng thể chất của mình bằng cách tác động lên cơ thể. Cô liên minh với Sora và Shira, những người hứa hẹn mang lại lợi ích cho nhân loại và Warbeast. Mặc dù cô từng mơ ước tạo ra một thế giới không có bạo lực nhưng khi lớn lên, cô vỡ mộng và từ bỏ ước mơ của mình cho đến khi gặp Sora và Shira, những người mà cô tin rằng có thể thực sự hoàn thành ước mơ của mình.
Izuna Hatsune (初 瀬 い づ な, Hatsuse Izuna)
Lồng tiếng bởi: Miyuki Sawashiro
Đại sứ quán Werebeast trực thuộc Elkia được đại diện bởi Izuna Hatsuse, một đứa trẻ tám tuổi. Cô có thái độ như một đứa trẻ và sử dụng từ desu (cách khác là trạng từ 'làm ơn') để kết thúc một câu nhưng cũng sở hữu trí tuệ cao và Huyết Diệt. Sau liên minh giữa con người và chiến thú, cô là bạn đồng hành của Sora và Shiro, những người mà cô yêu quý và tin tưởng.
Ino Hatsune (初 瀬 い の, Hatsuse Ino)
Lồng tiếng bởi: Mugihito
Bên cạnh Izuna là ông nội của cô, Ino Hatsuse và là phó đại sứ. Ông ta tin rằng Sora có động cơ thầm kín ích kỷ và không thích anh; ông ta cũng có thù địch với các sinh vật thuộc chủng tộc khác nói chung, đặc biệt là Jibril, người mà chủng tộc Warbeast đã từng đụng độ trong quá khứ. Sau khi liên minh giữa con người và chiến thú, ông làm việc cùng với Stephanie để chính thức hóa liên minh, gắn kết với cô ấy vượt qua nỗi bất hạnh chung của họ dưới bàn tay của Sora và Shiro. Ông rất yêu thương cháu gái mình và khi bất cứ ai làm hại hay đụng cháu gái ông, ông sẽ bắt đầu chửi tục các kiểu.

### Những nhân vật khác
Tet (テ ト, Teto), Riku Dola (リク・ドーラ, Riku Dōra) và Schwi Dola (シュヴィ・ドーラ, Syuvi Dōra)
Lồng tiếng bởi: Rie Kugimiya
Là một Deus (vị thần) xưa cũ, một thực thể kỳ diệu được sinh ra từ những điều ước và lời cầu nguyện. Trong thời đại mà mười sáu chủng tộc còn chiến tranh với nhau, một con người tên là Riku Dola và một Ex Machina là vợ của Riku, Shuvi Dola, tưởng tượng về sự tồn tại của một vị thần trò chơi; điều này dẫn đến sự ra đời của Tet. Do những nỗ lực của Riku, Tet đã sở hữu một vật thể được gọi là Chén sao, cho phép cậu ta trở thành vị thần của thế giới tên Disboard. Sử dụng sức mạnh của mình, Tet thi triển Mười minh ước trên thế giới, kết thúc chiến tranh và biến thế giới trở thành trung tâm của các trò chơi.
Azril (アズリール, Azurīru) và Avant Heim (アヴァント・ヘイム, Avanto Heimu)
Lồng tiếng bởi: Yui Horie
Azril là Flügel đầu tiên và là thủ lĩnh của họ sau cái chết của Artosh, Old Deus, người đã tạo ra chúng. Kể từ đó, Azril trở nên chán nản với cuộc sống và cố gắng mang lại ý nghĩa cho sự tồn tại của Flügel để ngăn chặn việc họ tự sát, mặc dù cô vẫn tiếp tục yêu mến người em gái út còn sống của mình, Jibril. Cô ấy có thể trò chuyện với quê hương của Flügel, một hòn đảo nổi có tri giác tên là Avant Heim, là một phần của loài có tên là Phantasma. Sau thất bại trước Sora và Shiro, sức mạnh của cô bị giảm xuống mức của một con người, điều này mang lại cho cô một góc nhìn mới về cuộc sống.

## Các chuyển thể

### Manga
Sau khi xem xét các bức vẽ do vợ của Yuu Kamiya, Mashiro Hiiragi, thực hiện trong tập light novel thứ hai, biên tập viên của anh ấy đã đề nghị cả hai hợp tác thực hiện một bộ truyện tranh chuyển thể từ No Game No Life cho Monthly Comic Alive. Do Kamiya đang thực hiện tập light novel thứ ba nên việc xuất bản manga bị trì hoãn một tập; tập dự kiến xuất bản có trang xin lỗi do Hiiragi minh họa. Bộ truyện được ra mắt trong tập tháng 3 năm 2013 của tạp chí Monthly Comic Alive và kể từ đó, được xuất bản không thường xuyên trên tạp chí. Media Factory đã thu thập các chương riêng lẻ để phát hành tankōbon. Vào tháng 3 năm 2014, Seven Seas Entertainment đã công bố cấp phép cho bộ truyện tranh và phát hành tập tankōbon đầu tiên vào tháng 10 năm 2014; tiêu đề được cách điệu thành No Game, No Life. Bộ truyện cũng đã được bản địa hóa ở Brazil, Đài Loan và Nga.
Một sê-ri phụ có tựa đề No Game No Life, Please!, của Yuizaki Kazuya, bắt đầu đăng dài kỳ trên tạp chí Monthly Comic Alive số tháng 7 năm 2015 vào ngày 27 tháng 5 năm 2015. Chương cuối cùng được xuất bản vào ngày 27 tháng 11 năm 2017. Nó tập trung vào Izuna Hatsuse và cuộc sống hàng ngày của cô. Yen Press đã công bố giấy phép của manga này vào ngày 28 tháng 10 năm 2016.

### Anime
Được chuyển thể từ light novel cùng tên No Game No Life. Với hãng sản xuất là Madhouse, đạo diễn là Ishizuka Atsuko. Anime bao gồm 12 tập và một số Specials đi kèm đĩa Blu-ray.  Công chiếu tập đầu tiên ngày 9 tháng 4 năm 2014 đến ngày 25 tháng 6 năm 2014.
Bài hát mở đầu của sê-ri là "This Game" của Konomi Suzuki và bài hát kết thúc là "Oracion" do Ai Kayano, người lồng tiếng của Shiro, trình bày.
Crunchyroll mô phỏng No Game No Life và làm cho nó có thể truy cập được ở một số khu vực. Ở Bắc Mỹ, Anime Network phát sóng bộ truyện trên mạng cáp của họ và đăng nó trên trang web của họ, trong khi Sentai Filmworks phát hành sê-ri cho phương tiện truyền thông gia đình vào tháng 7 năm 2015. Tại Vương quốc Anh, MVM Entertainment đã cấp phép phân phối loạt phim này và ở Australasia, Hanabee Entertainment đã cấp phép loạt phim này cho trang web video theo yêu cầu của mình. Tại Pháp, bộ anime cũng được phát sóng đồng thời trên Anime Digital Network và được phát sóng trên kênh J-one của Viacom International Media Networks.  Ở Trung Quốc, bộ phim được phát sóng trên PPTV.
Yoshitsugu Matsuoka và Ai Kayano, diễn viên lồng tiếng cho Sora và Hiro, đã tổ chức một chương trình radio internet trên Hibiki Radio có tên No Radio No Life. Nó được phát sóng hàng tuần từ ngày 8 tháng 4 đến ngày 29 tháng 7 năm 2014 và chuyển sang lịch phát sóng hai tuần một lần kể từ đó. Hai mươi sáu phân đoạn đã được lên kế hoạch và ba CD đã được phát hành từ tháng 7 năm 2014 đến tháng 2 năm 2015. Một phần đặc biệt bao gồm No Radio No Life và loạt radio từ Bladedance of Elementalers và Lord Marksman and Vanadis đã được Hibiki Radio phát sóng vào tháng 1 1, 2015 và phát hành trên DVD vào ngày 13 tháng 5.
Một bộ phim anime điện ảnh chuyển thể từ light novel tập sáu đã được công bố vào ngày 17 tháng 7 năm 2016 tại sự kiện Lễ hội học hè MF Bunko J 2016. Bộ phim có tựa đề No Game No Life: Zero, được công chiếu vào ngày 15 tháng 7 năm 2017, với sự trở lại của dàn diễn viên và dàn diễn viên trong bộ anime. Dựa trên tập thứ sáu của light novl, câu chuyện lấy bối cảnh 6000 năm trước các sự kiện trong bộ truyện, với hầu hết dàn diễn viên ban đầu đều miêu tả các nhân vật cổ xưa có liên quan đến các nhân vật hiện tại của họ. Bài hát chủ đề là "There is a Reason" của Konomi Suzuki. Bài hát được đưa vào album "No Song No Life" vào ngày 12 tháng 7 năm 2017. Sentai Filmworks đã phát hành phim tại các rạp tại Hoa Kỳ từ ngày 5 tháng 10 năm 2017, và đã cấp phép cho phim phân phối video tại nhà. Madman Entertainment đã công chiếu bộ phim tại Úc tại Liên hoan Anime Madman ở Melbourne vào ngày 5 tháng 11 năm 2017.
Sau khi Sony Pictures Television, công ty mẹ của Funimation, mua lại Crunchyroll vào năm 2021, No Game No Life, cùng một số tựa Sentai, đã bị loại khỏi dịch vụ phát trực tuyến Crunchyroll vào ngày 31 tháng 3 năm 2022.

## Đón nhận
Theo báo cáo vào tháng 5 năm 2017, hơn 3 triệu bản light novel đang được lưu hành. Cùng năm đó, No Game No Life là top 10 bộ light novel bán chạy nhất với một số cuốn sách xuất hiện trong danh sách 30 tập bán chạy nhất. Bắt đầu từ năm 2014, tạp chí hàng năm Kono Light Novel ga Sugoi!, liệt kê cuốn light novel và các nhân vật chính của No Game No Life bắt đầu trong các cuộc bình chọn của nó; Ngoài ra, nó còn xếp thứ tư trong cuộc bình chọn của Sugoi Japan 2015. Bản địa hóa manga của Seven Seas Entertainment đã có thể lọt vào bảng xếp hạng Truyện tranh bán chạy nhất của The New York Times và bảng xếp hạng của ICv2. Bộ anime cũng đạt được thành công tương tự và phương tiện truyền thông gia đình của nó đã xuất hiện trên bảng xếp hạng bán chạy hàng tuần của Oricon. Vào tháng 4 năm 2014, No Game No Life là một trong những bộ anime được ghi nhận nhiều nhất trên Torne của Sony; một cuộc thăm dò của AT-X đã xếp bộ này là một trong những bộ anime hàng đầu năm 2014.
Anime News Network có bốn biên tập viên đánh giá tập đầu tiên của anime: Carl Kiminger, Rebecca Silverman, Theoron Martin và Hope Chapman. Các ý kiến tóm tắt: Kimlinger thích thú với tiền đề và khái niệm trò chơi như những trận chiến; Silverman và Martin không thích các nhân vật này; và Chapman bày tỏ thái độ khinh thường tuyệt đối, viết rằng "không có gì khiến tôi trợn mắt, bịt miệng hoặc cảm thấy tức giận một cách phi lý trong mùa giải này hơn đống rác rưởi tự xúc phạm tự chèn này". Carl Kimlinger tiếp tục sê-ri và đưa ra những đánh giá tích cực về anime. Anh viết rằng tiền đề có nhiều sai sót nhưng đã được cân bằng bởi các khía cạnh khác: nguyên mẫu "anh hùng có sức mạnh quá mức" của Sora và Hiro được cân bằng bởi lối sống, động cơ thiếu sót của họ và "niềm vui rõ ràng trong việc tiêu diệt kẻ thù của họ"; Sự ngược đãi của Stephanie Dola bằng những trò đùa cũng như sự tôn trọng ngày càng tăng của Sora và Hiro đối với cô ấy; và khía cạnh harem với sự thờ ơ và những nhân vật nữ thú vị của Sora. Bất chấp điều đó, Kimlinger ca ngợi "những trò chơi lớn" của cốt truyện, gọi chúng là lý do để xem bộ truyện và mô tả chúng là "chứa đầy mánh khóe và chiến lược"; anh ấy nói thêm rằng mặc dù biết các nhân vật chính sẽ chiến thắng nhưng điều thú vị là được xem cách họ làm điều đó. Kimlinger viết rằng phong cách nghệ thuật quá bão hòa sẽ là sở thích của hầu hết người xem và ca ngợi cách hoạt hình thực sự tỏa sáng trong "các trò chơi lớn", gọi đó là sự thể hiện ấn tượng về tính trôi chảy và thời gian.
Richard Eisenbeis của Kotaku cũng tích cực đối với bộ truyện, khen ngợi sự năng động của các nhân vật chính, đồng tình với cảm xúc của Kimlinger về trò chơi, thích hoạt hình nhưng lưu ý rằng anh ấy không thích fan service có sự góp mặt của Shiro. Anh cũng xếp bộ truyện này là một trong năm bộ anime hay nhất năm 2014 và đề xuất nó cho những khán giả thích những nhân vật thông minh và sự hài hước của game thủ. IGN khen ngợi tính năng động của nhân vật và đặt câu hỏi về lượng fan service.